# الدرانس
الدرانس (به آلمانی: Aldrans) یک سکونتگاه مسکونی در اتریش است که در Innsbruck-Land District واقع شده‌است.

## خصوصیات
الدرانس ۸٫۸۹ کیلومترمربع مساحت دارد ۷۶۰ متر بالاتر از سطح دریا واقع شده‌است.